# Schwere Panzer-Abteilung 507
De Schwere Panzer-Abteilung 507 was een zelfstandig opererend Duits tankbataljon in de Tweede Wereldoorlog. Het bataljon werd uitgerust met zware tanks van het type Tiger I ofwel Panzerkampfwagen VI Ausf. E. De eenheid was vrijwel uitsluitend actief in de oorlog tegen de Sovjet-Unie aan het Oostfront.

## Formatie
De Schwere Panzer-Abteilung 507 werd opgericht op 7 mei 1943 in Wenen-Mödling, Wehrkreis XVII uit de I. Abteilung van Panzerregiment 3. Maar deze Abteilung verkreeg toch Panthers en werd daarom op 30 juni 1943 weer terug I./PzReg 3 genoemd.
In een tweede poging  werd de Abteilung dan opgericht op 28 september 1943, opnieuw in Wenen-Mödling, maar nu uit de I. Abteilung van Panzerregiment 4. In die herfst werd de Abteilung overgebracht naar de regio Paderborn voor training en daarna in december naar Oefenterrein Wezep. Daar ontving de Abteilung tussen 23 december 1943 en 25 februari 1944 zijn totale hoeveelheid van 45 Tiger Is. Vreemd was dat de Abteilung in februari en maart nog zes extra Tigers verkreeg en dus 51 stuks bezat.

## Inzet
Tussen 15 en 21 maart 1944 volgde dan uiteindelijk de verplaatsing naar het oostfront, naar Lemberg. De Abteilung werd deel van het 48e Pantserkorps en werd vanaf 23 maart ingezet om de frontlinie van de 357e en 359e Infanteriedivisies in het gebied oostelijk van Tarnopol te stabiliseren. In april 1944 maakte de Abteilung als onderdeel van Panzerverband Friebe deel uit van de ontzettingspogingen van het omsingelde Tarnopol. Op 14 april beschikte de Abteilung zelfs over 57 Tigers, ver boven de organieke sterkte. Van eind april tot begin juli opereerde de Abteilung in het gebied westelijk en zuidelijk van Brody. Nadat op 22 juni 1944 het Sovjetzomeroffensief (Operatie Bagration) was begonnen, werd eind juni de Abteilung naar Wit-Rusland op transport gezet om te helpen dit offensief te stoppen. Vanaf 2 juli kwam de Abteilung rond Baranovitsji in actie. Een vechtende terugtocht volgde, tot de Abteilung op 18 augustus terug over de Narew trok. Op 21/22 augustus kwam de Abteilung in actie tegen de aanvallende Sovjets bij Zambrów. De actie eindigde in een totaal-verlies van 13 Tigers, waarvan 10 vast kwamen te zitten in moerassig terrein en moesten worden opgeblazen. In september en oktober bleef de Abteilung voortdurend in actie achter de Narew, o.a. tegen het Nasielskbruggenhoofd. Van november 1944 tot medio januari 1945 bleef de Abteilung in reserve.
Op 14 januari 1945 opende het 2e Wit-Russische Front zijn deel van het Oost-Pruisenoffensief. De Abteilung kwam meteen in actie en schakelde vele Sovjettanks uit, maar moest toch naar het noordwesten uitwijken. Van de 51 inzetbare Tigers van het begin waren aan het eind van de maand nog slechts zeven inzetbare over, de meeste door zelfvernietiging. Tussen 12 en 15 februari werd het grootste deel van de Abteilung (zonder tanks) op transport gezet naar Oefenterrein Sennelager. Een deel moest via Gdingen over zee daar zien te komen, maar die kwamen pas op 6/7 april 1945 aan. Tussen 9 en 22 maart ontving de Abteilung in totaal 21 Tiger IIs en ook nog drie Jagdpanthers. Van 29 maart tot 16 april maakte de Abteilung, als onderdeel van SS Brigade Westfalen deel uit van de Duitse pogingen de Ruhrkessel open te breken. Op 16/17 april verplaatste de Abteilung (die intussen al zijn pantservoertuigen had verloren) zich naar Oefenterrein Milowitz. Daar verkreeg de Abteilung een mengelmoes aan voertuigen en op 6 mei ten slotte 10 Hetzers.

### Einde
Na de Duitse capitulatie probeerde de Abteilung naar het westen uit te breken om aan Sovjetgevangenschap te ontkomen. Daadwerkelijk capituleerde de Schwere Panzer-Abteilung 507 op 12 mei 1945 bij Rosenthal aan US-troepen. Deze leverden de Abteilung echter meteen uit aan de Sovjets.

## Data
De Schwere Panzer-Abteilung 507 vernietigde in de ongeveer 500 dagen van zijn bestaan in totaal 600 geallieerde tanks, terwijl de Abteilung zelfs slechts 104 Tiger tanks verloor. Van die 104 gingen 41% verloren in de strijd, 55% door zelfvernietiging en 4% door overige oorzaken.

## Commandanten
| Rang      | Naam          | Begin             | Eind             |
| --------- | ------------- | ----------------- | ---------------- |
| Major     | Erich Schmidt | 28 september 1943 | 19 augustus 1944 |
| Hauptmann | Fritz Schröck | 19 augustus 1944  | 12 mei 1945      |

Hauptmann Schröck werd wegens verwondingen van 16 tot 19 januari 1945 tijdelijk vervangen door Oberleutnant Maximilian Wirsching